# عبد اللطيف النجداوي
عبد اللطيف أحمد سليمان النجداوي سياسي أردني. عُين وزير دولة لشؤون رئاسة الوزراء ضمن التعديل الوزاري على حكومة جعفر حسان في 6 أغسطس 2025.

## حياته
في 6 أغسطس 2025، أدى اليمين القانونية وزير دولة لشؤون رئاسة الوزراء أمام ملك الأردن عبد الله الثاني في قصر الحسينية.